# Кастела-Вињола (Асти)
Кастела-Вињола је насеље у Италији у округу Асти, региону Пијемонт.
Према процени из 2011. у насељу је живело 23 становника. Насеље се налази на надморској висини од 394 м.